# Bundesautobahn 516
De Bundesautobahn 516 (kortweg A516) is een Duitse autosnelweg in de deelstaat Noordrijn-Westfalen die Oberhausen verbindt met de A2 en A3 op Knooppunt Oberhausen. De A516 is feitelijk een verlenging van de A3 vanuit de richting Arnhem.
Het nabijgelegen winkelcentrum CentrO leidt op zaterdagochtend en bij kerstmarkten tot filevorming. Met name tussen Oberhausen-Sterkrade en Kreuz Oberhausen-Zentrum.